# Funeral potatoes

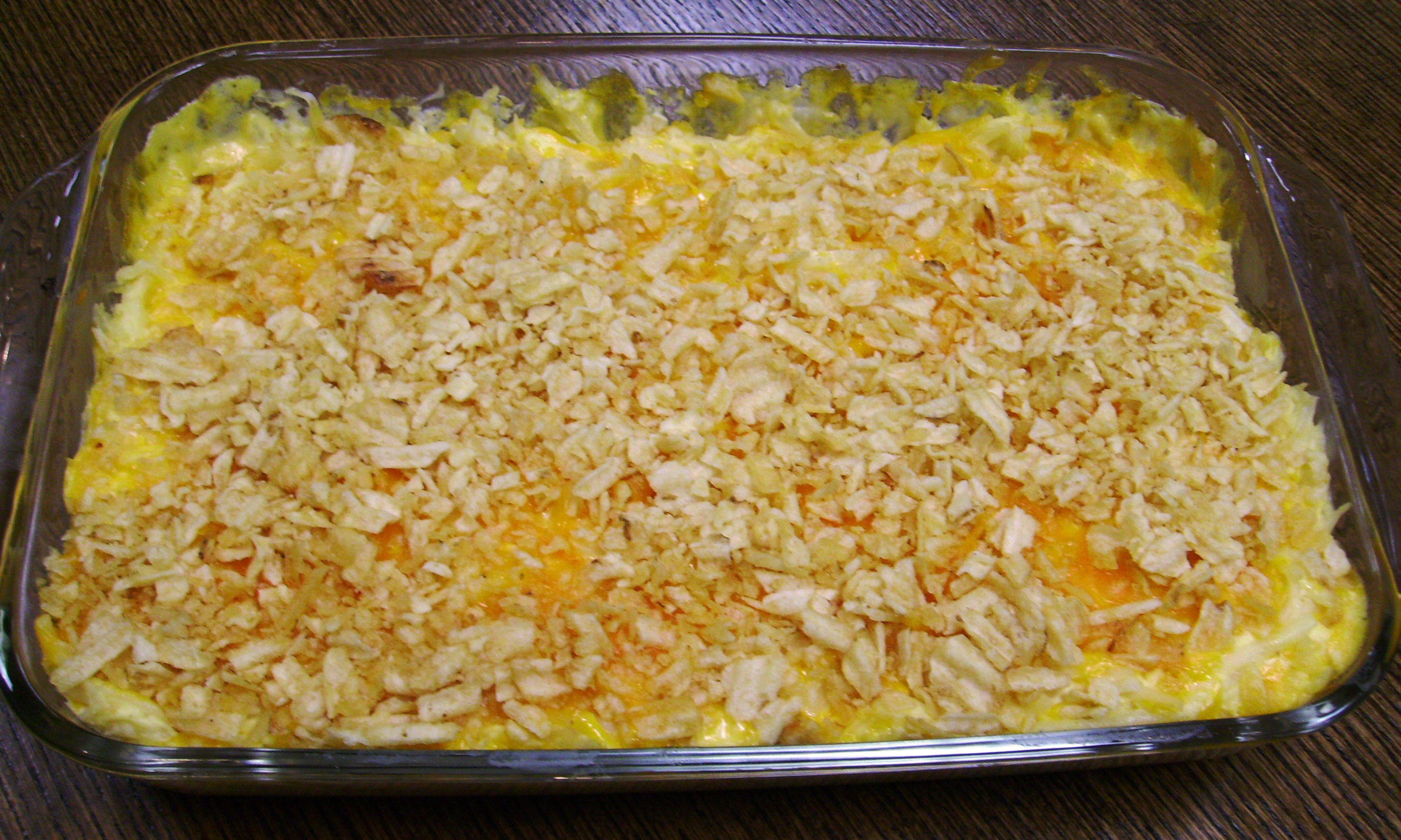
Plat de funeral potatoes.

Les funeral potatoes (pommes de terre funéraires) sont un mets traditionnel des Mormons, cuisiné en cocotte, originaire de l'Utah (États-Unis).
Les funeral potatoes doivent leur nom au fait qu'elles sont habituellement servies comme accompagnement lors des repas traditionnels d'après-funérailles. Elles sont souvent servies à l'occasion de réunions sociales, telles que les potlucks, en Utah et dans d'autres régions à forte population de Mormons.
Ce plat se compose généralement de pommes de terre taillées en cube ou sautées (hash browns), de fromage (cheddar ou parmesan), d'oignons, de soupe à la crème (poulet, champignons ou céleri) ou d'une sauce à la crème, d'une crème aigre, le tout accompagné d'une noix de beurre et de chips ou de flocons de maïs écrasés. D'autres variantes comportent du jambon cuit en cubes, des pois surgelés, ou du brocoli en fleurettes.
Lors des Jeux olympiques d'hiver de 2002 à Salt Lake City, un des souvenirs proposés comprenait un pin's représentant des funeral potatoes,.